# Autoroute A14 (Portugal)
Pour les articles homonymes, voir A14.
L'autoroute portugaise A14 relie Figueira da Foz à l' IP 3  à hauteur d'Alcarraques en passant par Montemor-o-Velho.
Elle permet un accès rapide de Coimbra vers la côte Atlantique.
Sa longueur est de 40 km.

## Péage
Cette autoroute est payante (concessionnaire: Brisa). Un trajet Figueira da Foz-Coimbra pour un véhicule léger coute 2€20.

## Historique des tronçons
| Tronçon                                  | État              | km   |
| ---------------------------------------- | ----------------- | ---- |
| Figueira da Foz - Montemor-o-Velho-Ouest | En service (1994) | 12,2 |
| Montemor-o-Velho-Ouest - Ançã            | En service (2001) | 22,4 |
| Ançã - Coimbra-Nord                      | En service (2002) | 5,5  |

## Trafic
| Section                                       | Trafic en 2010 (véhicules/jour) |
| --------------------------------------------- | ------------------------------- |
| Montemor-o-Velho-Ouest - Montemor-o-Velho-Est | 4731                            |
| Montemor-o-Velho-Est - Arazede                | 4900                            |
| Arazede - Ançã                                | 5082                            |
| Ançã - Coimbra-Nord                           | 8221                            |

## Capacité
| Section                   | Capacité | Longueur |
| ------------------------- | -------- | -------- |
| Figueira da Foz - Coimbra |          | 40 km    |

## Itinéraire

Carte de l'A14

| Sorties                    | Villes                      |
| -------------------------- | --------------------------- |
| Sortie                     | Figueira da Foz             |
| 01                         | Tavarede Cova               |
| 02                         | Salmanha                    |
| 03                         | Caceira de Baixo Vila Verde |
| 03A                        | Aveiro Leiria               |
| 04                         | Montemor-o-Velho-Ouest      |
| Péage de Montemor-o-Velho  |                             |
| 05                         | Montemor-o-Velho-Est        |
| 06                         | Arazede Cantanhede          |
| Aire de service de Arazede |                             |
| 07                         | Ançã Cantanhede             |
| 08                         | Aveiro Coimbra-Sud          |
| Péage de Coimbra-Nord      |                             |
| 09                         | Alcarraques Coimbra-Nord    |
|                            | Direction Viseu IP 3        |